# キス&キル
『キス&キル』（キス アンド キル、原題：Killers）は、2010年のアメリカ合衆国のロマンチック・コメディかつアクションコメディ映画。前半がロマンチック・コメディ、後半がアクションコメディ。

## ストーリー
ジェン・コーンフェルド（キャサリン・ハイグル）はアメリカ女性。最近恋人にフラれてしまい傷心状態だが、そんな様子を見た両親から家族旅行を提案され、両親に甘えがちなジェンはそれを受け入れ、今はアメリカからフランスのニースへ、両親と旅客機でフライト中。基本的にジェンは両親のことはかなり好きなのだが、今回、両親はジェンを子供扱いして両脇の座席に座り、母親のほうは「ジェンは慎重な性格が原因で『退屈な女』と恋人から思われてフラれたのよ」などと傷口に塩を塗るようなことを言うわ、父親のほうは娘のジェンが今も子供と思えてしまいどうしても護りたいのか飛行機の非常口の位置の席番号を何度もしつこく復唱させるわ、といった調子なので、これではさすがにジェンも気分が悪い。
だが、ニースのホテルへ到着後、とりあえず部屋から出て外の景色でも見ようとエレベータに独り乗ると、途中の階で、上半身裸で筋肉質の身体をしたイケメンの若い男（アシュトン・カッチャー）が乗り込んでくる。ジェンは彼を見た瞬間から胸が高鳴り、1階まで降りる間ずっと彼を意識しまくる。おまけにエレベータを降り海岸方向に歩いていると、なぜかイケメンはジェンの後ろを歩いている。てっきり自分をつけてると思い何度も振り返ると、イケメンは「君をつけているわけではないよ。海で泳ごうとしているだけ」と笑顔で言い、その証拠に手に持ったフィンつまり足ひれを見せる。自分が意識過剰だと証拠付きで思い知らされ、赤っ恥をかくジェン。イケメンはジェンを傷つけたと気づいたようで、握手の手を差し出し、笑顔で「僕はスペンサー」と名乗り、ジェンの名も一応聞くが、礼儀として挨拶しただけのようで、本当はジェンに興味は無いようで、サラリと「僕は泳ぎに行くよ」と言ってクールに去ってゆく。一方、ジェンのほうはというと、そのイケメンに興味津々で、スペンサーの後姿をいつまでもジィーッと舐（な）めるように見つづける。二人の縁は無いかのように見えたが、スペンサーは、かなり歩いてから、ふと振り返ってくれて、今夜一緒に一杯飲もう、と誘ってくれ、店名・時刻を言ってくれる。
この優しいお誘いの言葉で、ジェンの気持ちは一気に上がりまくり、すぐに部屋へ走って戻り、スーツケースの中をほじくってデートのための服を選びはじめ、良い服が見つからないのでタクシーでブティックへ駆けつけ、いかにも「男受け」しそうな服を奮発して買う、といった調子で、心はもうエレベーターで出会ったあのイケメンのことで一杯。
一方、スペンサーのほうはと言うと、イケメンなので普段から女性にモテていて、女性には全然不自由していないが、ただ、今日は「仕事」の後の夜の予定が空いていることをふと思い出したから、ほんの思いつきで、気晴らしのためにジェンを飲みに誘っただけだった。
そのスペンサーはジェンに声をかけた後、自分の「仕事」をするために、海辺でフィン（足ひれ）をつけ海に飛び込むと、海底に隠したバッグから高性能のリモート起爆式爆弾を取り出し、湾内の水中を泳ぎ、あらかじめ位置を調査しておいた停泊中の豪華クルーザーへと潜入し、船上ヘリポートのヘリコプターの下に軽い身のこなしですべりこみ、一瞬でヘリの底面に爆弾をセットし、近寄ってきたボディーガードの男もマーシャルアーツで楽々と倒し、甲板から海へ飛び込んで去ってゆく。イケメンのスペンサーは実はプロの殺し屋、しかも凄腕の殺し屋、殺し屋業界では「ミスターパーフェクト」と呼ばれている男なのだ。
その日の夕刻。自分を誘ってくれたキュートなイケメンがまさか殺し屋だとは知らないジェンは、デートへ向けて気合い満々で、約束の店の席で待っている。ジェンは買ったばかりの、身体のラインを強調するタイトなドレスを身につけていて、でも間抜けなことにそのドレスに値札がぶらさがったままであることに気づいていない。そこへ、いかしたスーツを着こなしたスペンサーが笑顔で現れ、ジェンの気持ちはもう上がりっぱなし。レストランの次はクラブで一緒に踊る。ジェンはスペンサーの瞳を見つめて「あなたの全てを知りたい」と猛烈にアプローチ。仕事もたずねると、スペンサーのほうは「僕の人生?　退屈な人生だよ。仕事は経営コンサルタント。」と言うので、無垢なジェンはそれを素直に信じ込む。服に値札がついたままなことだとか、ジェンが適度に間抜けで、擦れておらず、可愛げがあるのを見てとったスペンサーのほうも、少しずつジェンに好意を抱き、ホテルの部屋へ移動するころにはジェンに惹かれ、キスをする。翌日以降も二人は、スペンサーの赤いフェラーリでコート・ダジュールの美しい海岸をドライブしたり、しゃれた店で食事をするなど、ロマンチックなデートを重ねるうちに、互いにすっかり熱愛状態に。スペンサーはジェンと一緒になるために、殺しの仕事から足を洗う決断をする。ボスのホルブルックからは、殺しの仕事から抜けることは絶対に許されない、とクギを刺されるが、その忠告を振り切り、行き先も告げずに一方的にフランスを去り、一方ジェンのほうはスペンサーの本当の過去は知らず経営コンサルタントだと信じたまま熱愛が続く。
そして二人は結婚し、アメリカの両親の家から徒歩5分の場所に新居を構える。スペンサーは住宅建築会社で堅気（かたぎ）の仕事（まじめな普通の仕事）を始め、ジェンはコンピュータセキュリティ企業の仕事をする。そして結婚後3年たっても二人は熱愛状態が続いていて、自宅ではスペンサーが下着姿のジェンを抱きしめては豊満な胸にキスをするような毎日で、特に土曜日は二人とも素裸でいよう、などとエッチな決めごとを二人の間で数か月前に決めたほどのラブラブ状態だ。
そんなある日、スペンサーの殺しの仕事の元ボスがスペンサーの居場所を見つけてしまったようで、殺しの仕事に戻るようにと連絡が入る。スペンサーはそれを断わるが、断れば命を狙われることも知っており、すぐに身辺の警戒を始める。
その日はスペンサーの誕生日。ジェンはスペンサーを喜ばそうと自宅に同僚やご近所さんらを呼んでサプライズパーティを開くが、なぜかスペンサーは上の空。スペンサーが上の空になっている本当の理由は、居場所が元ボスにバレたので、これから自分やジェンに降りかかる災難を予想したり生き延びる方法を必死に考えているからなのだが、ジェンのほうはそんな事情を知るわけもなく、てっきり二人の結婚が倦怠期に入ってスペンサーが無関心になったのではないかと誤解する。スペンサーの職場の同僚の男ヘンリーがパーティで酔い潰れて二人の自宅に泊る。翌朝、いつもどおりジェンはスペンサーより先に自宅を出て出勤する。自宅にはスペンサーと同僚ヘンリーの二人きりになるが、突然、ヘンリーが刺客となりスペンサーに襲いかかる。家を出たあと忘れ物に気づいて自宅に戻ったジェンは、二人が格闘中なのを見てパニックに陥り、格闘中のスペンサーから銃を寝室からとってくるよう言われても、犯罪とは縁が無いジェンは、銃をけがらわしい物と見なして指先でつまむように持ち、スペンサーにせかされて、やっとのことで生まれてはじめて銃を撃ち、刺客に怪我を負わせる。とらえられた刺客ヘンリーは、スペンサーには2000万ドルの懸賞金がかけられている、続々と刺客が襲いかかってくるぞ、などと恐ろしいことを言う。だが突然、見えない刺客から銃撃が始まり、自宅から車で逃げ出すスペンサーとジェン。あとを車で追う刺客ヘンリー。カーチェイスの末、ヘンリーを倒したスペンサーは、ジェンに、自分は某組織に雇われて殺しの仕事をしていた、と告白し、「今まで殺したのは15人」と言う。まさか夫が殺し屋だったとは知らなかったジェンはパニック状態に。疑心暗鬼になったジェンは、「15人」という数字も疑ってかかり、「もしかして、その15人って数字は、女性が今までに寝た男の人数は?と聞かれると、少なめに、10人、とデタラメな数字を答えるのが普通なように、嘘の数字でしょ?」などと問いただす。だが、そう尋ねられたスペンサーは、逆に妻の眼を疑いの眼で見つめ返し、二人の間には妙な沈黙が流れる。スペンサーがジェンの過去の男性経験数に疑念を抱き始めた空気を感じ、「わっ、わたしは違うわよ！」などと必死にとりつくろうジェン。
前後の脈絡からスペンサーは、刺客をさしむけたのは元ボスのホルブルックだろうと推察し、彼が滞在していると言っていた宿に直接会いに行く。だがホルブルックは今朝殺されていたようで、遺体になっている。その室内で、ジェンはひどい吐き気を感じると言う。素人がはじめて他殺体を見れば吐き気を感じるのは当然だと思ったスペンサーはジェンをなだめる。元ボスが殺されたということは、スペンサーの命を狙っている者は別にいて、手がかりはとりあえずさきほどの刺客しかいないので、さきほどの刺客の持ち物を調査するために職場のオフィスへ向かう。だが途中、ジェンはショッピングセンターに立ち寄ったと思えば、赤ちゃんコーナーの商品棚の前に直行し、妊娠検査薬を選びはじめる。命が狙われている最中なのに、妻はいったい何をはじめるんだ？といぶかるスペンサーに向かって、ジェンは、最近自分が情緒不安定で、吐き気が続いていて、バストが豊満になっているのは、多分妊娠したからだ、と言う。女性のジェンにとって妊娠というのは生活や人生の全てが一瞬で変わる一大事なので、ともかく早く、妊娠しているかそうでないか、事実が知りたいのだ。一方スペンサーのほうは、元プロの殺し屋の経験から今は殺される危険が迫っていることに対処することが最優先だと判断し、ただでさえ必死に頭脳を働かせているのに、そのうえ妻から妊娠の可能性を聞かされ、もともとは冷静で凄腕の殺し屋でも、今回ばかりは自分が置かれた事態のややこしさに動揺を隠し切れない。店員が親切で商品のアドヴァイスをしようとジェンに近づいてきても、てっきり刺客かと疑って銃を向けようとしたり、その反対に銃を向けようとした罪滅ぼしに、ひとつで済む妊娠検査薬を山ほど購入するという無意味なことをしようとしたり、混乱してしまう。
職場でヘンリーのノートPCのフォルダを調べていると、二人が2年前に町内祭に参加していた時の写真が見つかる。2年も前から自分たちを調査していたと知り、ぞっとする二人。だがフォルダの中に、ジェンの父親が撮影した写真もあり、疑問を感じたスペンサーと、ジェンの家族まで疑うスペンサーに怒りを感じたジェンは口論に。口論を止めるためにスペンサーは、ジェンにとりあえず妊娠検査薬に尿をかけて調べることをすすめる。
トイレに行き大音量で音楽をかけてジェンが検査薬で調べているあいだ、オフィスにスペンサーは独り。そこに同僚の女性が出勤してきて声をかけた後、突然刺客としての姿を現し、二人は格闘。この女刺客も倒す。
トイレで妊娠検査薬に尿をかけた後に姿を現したジェンはスペンサーに妊娠検査薬のスティックを見せる。スティック上に2本の線が現れている。つまり妊娠。スペンサーはマヌケな様子で言う「二本線？え？それって、どっち？ 僕はパパということ？？」。ジェンは毅然として言う「私はママになる！」。そして暗い声で言葉をつけ足す「あなたがパパになるかは分からない...」。ジェンは妊娠検査薬の結果が出た瞬間からすっかり「母になるモード」に入っており、これから出産し子育てを行うことが最優先事項だと確信しており、そのためには夫、このスペンサーという元殺し屋の男、は大切な赤ちゃんの身に危険をおよぼす原因にもなるだろうから離婚してでも離れて暮らすべきだ、と思いはじめている。前日までラブラブ状態の相手だった男性がいても、妊娠したとたん、愛情が全て赤ちゃんに向かってしまい、パートナー男性に対してはほとんど全く愛情を感じられなくなり、パートナー男性は放置しておけばよい存在、それどころか「敵」にすら思える。これは大抵の女性が妊娠時に経験する内面的・本能的・動物的な変化だが、ジェンも今、同様の経験をしているわけである。スペンサーと別れる決意をし、独りで車に乗りこみ、スペンサーのもとを去ってゆくジェン。（車で走り去りつつ、すれ違った車を運転している女性を見て、違和感を感じるジェン。）
ジェンに去られてしまい、独り呆然とするスペンサー。とその時、ヘンリーの遺体から回収して持っていた携帯にメール着信があり、そのメールの発信者、つまりスペンサーの暗殺指令を出したであろう者、の名を見てスペンサーは驚く。その直後、スペンサーにまた新たに刺客2名が襲いかかる。今回はさすがのスペンサーでも殺られてしまう、と思われたその瞬間、ジェンが登場しスペンサーを救う。さきほどすれちがった車の運転者を見て違和感を感じ、それがスペンサーを殺しに向かっている刺客だと直感したジェンは、スペンサーを見捨てずにUターンして戻ってきたのだ。ジェンとスペンサーの2人は力を合わせて刺客を倒す。
2人は別離せずに済んだ。これからどうしようか、とジェンが相談すると、スペンサーは自宅に戻り「非常用バッグ」つまり大金・武器・パスポートの入ったバッグを持ち、逃げようと言う。だが自宅に戻った2人にまだ次々と刺客が襲いかかる。ジェンがいよいよ殺されそうになった時に、ジェンの父親が現れ、刺客を撃ち殺す。ジェンの父親の姿を見たスペンサーは「ベテランの殺し屋」と言う。それを聞いて驚くジェン。
実は、ジェンの父親の正体も、ベテランの殺し屋で、某組織の一員だったのだ。スペンサーが最後の仕事でニースで爆破したヘリコプターに、ジェンの父親も乗り込む予定だった。だが父親はホテルでスペンサーの姿を事前に目撃したことで危険を察知しヘリコプターに乗り込むのを止めたおかげで生き延びた。スペンサーは、自分がジェンの父親も殺そうとしたことは相手に知られていないと思っていたが、実はジェンの父親は知っていたのだ。知りながら、知らないフリをして、スペンサーを娘の夫して受け入れたのだ。つまり義父と婿は、だまし合いをしていたわけだ。だがスペンサーと娘ジェンが結婚したあとも、ぬかりなくスペンサーの周囲にスパイを多数配置し、監視しつづけていた。ところが最近、ホルブルックがスペンサーに連絡を入れたことを知り、改めてその命令を受けてスペンサーが自分を殺そうとしていると思い込み、殺られる前にスペンサーを殺ろうと、配置済みのスパイたちにスペンサー殺害を命令したのだった。
スペンサーは、ジェンの父親を殺す気は無い、仕事は断ったと断言する。ようやく事の全容を知ったジェンは、自分がスペンサーの子を妊娠していること、父親に「おじいちゃん」になることを分からせ、その孫の父親はスペンサーだからスペンサーも大切だと分からせ、スペンサーと父親を強引に和解させる。なんとジェンは、自分でも気づかないうちに、自分の父親そっくりの男を夫に選んでいたのだ。「そういうものなのよ。女っていうのは父親そっくりの男を結婚相手に選ぶものなのよ。私もそうだったわ。」と、したり顔で言うジェンの母親。
後日。ジェンは無事に赤ちゃんを出産。スペンサーは舅と仲良くしようと努力しており、ジェンの父親のひげや口癖も真似しているほどだ。そのおかげか、スペンサーとジェンの父親の関係は相当に良くなったようだ。スペンサーは子煩悩のようで、赤ちゃんを護るためにプロ仕様のレーザー・センサー方式の警戒装置をベビールームに設置するほど赤ちゃんの護衛に念を入れている。この赤ちゃんにとっては父親も祖父もプロの殺し屋。つまりジェンの赤ちゃんは「二人の殺し屋による鉄壁の護衛付き」というきわめて安全な環境ですくすくと育っているわけだ。めでたし、めでたし。

## キャスト
※括弧内は日本語吹替
- スペンサー・エイムス - アシュトン・カッチャー（三木眞一郎）
- ジェン・コーンフェルド - キャサリン・ハイグル（石塚理恵）
- ミスター・コーンフェルド - トム・セレック（菅生隆之）
- ミセス・コーンフェルド - キャサリン・オハラ（宮寺智子）
- ヴィヴィアン - キャサリン・ウィニック（牛田裕子）
- マック・ベイリー - ケヴィン・サスマン
- オリビア・ブルックス - リサ・アン・ウォルター
- クリステン - ケイシー・ウィルソン
- ヘンリー - ロブ・リグル（かぬか光明）
- ホルブルック - マーティン・マル
- リリー・ベイリー - アレックス・ボースタイン（薬丸夏子）
- ケヴィン - アッシャー・レイモンド4世

## 評価
Rotten Tomatoesでの支持率は101件のレビューで支持率は11%の「ロッテン（腐敗）」作品となった。
主演のアシュトン・カッチャーは『バレンタインデー』とあわせて、第31回ゴールデンラズベリー賞を受賞している。